# Alaksiej Abałmasau
Alaksiej Abałmasau, białorus. Аляксей Абалмасаў  (ur. 20 czerwca 1980 w Borysowie) – białoruski kajakarz, mistrz olimpijski, dwukrotny mistrz świata.
Mistrz igrzysk olimpijskich w Pekinie w 2008 roku w konkurencji K-4 (razem z Wadzimem Machnieu, Ramanem Piatruszenką i Arturem Litwinczukiem) na dystansie 1000 m i zdobywcą szóstego miejsca cztery lata wcześniej w Atenach. Jest sześciokrotnym medalistą mistrzostw świata w konkurencji kajaków, w tym dwukrotnym mistrzem.